# Ala Zoghlami
Ala Zoghlami (* 19. Juni 1994 in Tunis, Tunesien) ist ein italienischer Leichtathlet tunesischer Herkunft, der hauptsächlich über 3000 Meter Hindernis an den Start geht.

## Leben
Ala Zoghlami wurde in der tunesischen Hauptstadt Tunis geboren und kam als Zweijähriger, zusammen mit seinem Zwillingsbruder Osama nach Italien, wo sich die Familie in Valderice niederließ. Sein Zwillingsbruder tritt heute ebenfalls für Italien im Hindernislauf an. Ala spielte bis zu seinem 17. Lebensjahr Fußball, während er Leichtathletik zunächst nur nebenbei betrieb. Seine ersten Wettkämpfe bestritt er auf der Mittelstreckendistanz und trainierte zunächst unter Anleitung von Enrico Angelo. 2012 zog er nach Palermo und wird seitdem, zusammen mit seinem Bruder, von Gaspare Polizzi trainiert. 2013 erhielt er am Vorabend der heimischen U20-Europameisterschaften die Italienische Staatsbürgerschaft.

## Sportliche Laufbahn
Zoghlami sammelte 2011 erste Wettkampferfahrung gegen die nationale Konkurrenz und belegte im Oktober den vierten Platz bei den U18-Meisterschaften Italiens über 2000 Meter. 2012 trat er bei den gleichen Meisterschaften in der Altersklasse U20 an und wurde auf der 3000-Meter-Distanz abermals Vierter. Ende Oktober stellte er mit 9:08,05 min eine neue Bestzeit auf. 2013 siegte er mit neuer Bestzeit bei den Italienischen Meisterschaften und trat einen Monat später im Juli bei den U20-Europameisterschaften in der Heimat an. Dabei zog er in das Finale ein, worin er den zwölften Platz belegte. Eine Woche später erreichte er, bei seiner ersten Teilnahme an den Italienischen Meisterschaften der Erwachsenen, mit Bestzeit von 8:54,78 min den sechsten Platz. Auch 2014 steigerte er seine Bestzeit bei den nationalen Meisterschaften und konnte mit 8:48,16 min die Bronzemedaille gewinnen. 2015 stellte Zoghlami im Juni bei seinem Sieg bei den Italienischen U23-Meisterschaften mit 8:37,11 min eine neue Bestzeit auf. Genau einen Monat später bestritt er das Finale des Hindernislaufes bei den U23-Europameisterschaften in Tallinn, wobei er den vierten Platz hinter seinem Zwillingsbruder belegte. Anschließend gewann er erneut Bronze bei den Italienischen Meisterschaften.
2016 verbesserte sich Zoghlami auf eine Bestzeit von 8:32,20 min. Seinen ersten Wettkampf während der Saison 2017 bestritt er annähernd an seine Bestzeit, bevor er im zweiten Wettkampf den Sprung auf 8:29,26 min und damit die Qualifikation für die Weltmeisterschaften in London schaffte. Anfang Juli siegte er zum ersten Mal bei den Italienischen Meisterschaften. Einen Monat später trat er Anfang August im Vorlauf der Weltmeisterschaften an. Darin konnte er sich erneut steigern und verpasste mit einer Zeit von 8:26,18 min als Siebter seines Laufes nur äußerst knapp den Einzug in das Finale. Insgesamt belegte er bei seinem WM-Debüt den 16. Platz. 2018 verpasste er die Qualifikation für die Europameisterschaften in Berlin und anschließend nahezu komplett die Saison 2019. Erst im Oktober 2020 konnte er wieder einen Wettkampf im Hindernislauf bestreiten und blieb bei seinem zweiten nationalen Titelgewinn zur vier Hundertstelsekunden hinter seiner Bestleistung zurück. Nur einen Tag später gewann er mit 14:04,44 min den Wettkampf über 5000 Meter. 2021 gelang es ihm schließlich sich zu steigern. Zunächst Anfang Juni in Nizza auf 8:24,98 min und dann zwei Wochen später bei den Italienischen Meisterschaften bis auf 8:17,65 min. Damit erfüllte er, wie sein Bruder kurz zuvor, die Qualifikationsnorm für die Olympischen Sommerspiele in Tokio. In Tokio qualifizierte er sich mit persönlicher Bestleistung von 8:14,06 min für das Finale, das er anschließend als Neunter beendete.
2022 trat er in München zum ersten Mal bei den Europameisterschaften an. Zusammen mit seinem Zwillingsbruder zog er in das Finale ein. Darin belegte er schließlich den siebten Platz. 2023 nahm er in Budapest, zum zweiten Mal nach 2017, an den Weltmeisterschaften teil. In seinem Vorlauf kam er als Zehnter ins Ziel, womit er den Einzug in das Finale verpasste.
Nach seinem ersten Titelgewinn bei den Italienischen Meisterschaften 2017, gewann er in den Jahren 2020, 2021 und 2023 weitere nationale Titel im Hindernislauf. 2020 gewann er zudem mit 14:04,44 min den Italienischen Meistertitel im 5000-Meter-Lauf.

## Wichtige Wettbewerbe
| Jahr                | Veranstaltung             | Ort                 | Platz               | Disziplin           | Zeit                |
| Startet für Italien | Startet für Italien       | Startet für Italien | Startet für Italien | Startet für Italien | Startet für Italien |
| ------------------- | ------------------------- | ------------------- | ------------------- | ------------------- | ------------------- |
| 2013                | U20-Europameisterschaften | Rieti               | 12.                 | 3000 m Hindernis    | 9:17,42 min         |
| 2015                | U23-Europameisterschaften | Tallinn             | 4.                  | 3000 m Hindernis    | 8:42,85 min         |
| 2017                | Weltmeisterschaften       | London              | 16.                 | 3000 m Hindernis    | 8:26,18 min         |
| 2021                | Olympische Sommerspiele   | Tokio               | 9.                  | 3000 m Hindernis    | 8:18,50 min         |
| 2022                | Europameisterschaften     | Berlin              | 7.                  | 3000 m Hindernis    | 8:27,82 min         |
| 2023                | Weltmeisterschaften       | Budapest            | 26.                 | 3000 m Hindernis    | 8:28,76 min         |

## Persönliche Bestleistungen
Freiluft
- 1500 m: 3:40,80 min, 11. Juni 2022, Mailand
- 3000 m Hindernis: 8:14,06 min, 30. Juli 2021, Tokio